# Fontanile Barona
Il Fontanile Barona è un fontanile della Lombardia, situato nel comune di Bareggio.

## Storia
Le prime citazioni del fiume Barona risalgono al 1191 quando l'imperatore Enrico VI concede alla città di Pavia il privilegio di gestire a proprio piacimento le acque dei fontanili Barona e Mischia.
Scorrendo il corso d'acqua anche per il territorio di Gaggiano, sappiamo che qui a metà Trecento venne realizzato un mulino per la lavorazione del legno, i cui ingranaggi interni erano mossi dalla forza dell'acqua del fontanile Barona che non a caso prese anche il nome locale di Resega (sega), proprio per sottolineare la sua funzione in campo artigianale.
Caduto in disuso sempre più dalla costruzione del Naviglio Grande, il fontanile Barona ha seguitato a fornire acqua per l'irrigazione locale dei campi sino alla fine dell'Ottocento per poi attualmente essere alimentato grazie all'acqua proveniente dal canale Villoresi.